# 私たちには壁がある。
『私たちには壁がある。』（わたしたちにはかべがある。、There are walls between us）は、築島治による日本の漫画作品。『デザート』（講談社）にて2013年2月号から2017年4月号まで連載された。単行本は全7巻で、電子を含み累計120万部を突破した。
幼なじみの関係性を描いた銀色夏生の小説『ミタカくんと私』に着想を得た、男女の幼なじみの恋愛をテーマとした作品。幼なじみの関係を保ち「幼なじみの壁」を壊したくない女子高生・真琴と、真琴のことがずっと好きだが、真琴の考えが理解できない怜太の物語。怜太は事あるごとに真琴に壁ドンで迫り、毎話に壁ドンのシーンを入れることを目標としていたが、アイディアが枯渇しそうになり、デザート本誌でポーズを募集したこともある。

## あらすじ
高校1年の真琴には、怜太というイケメンの幼なじみがいる。幼い頃は仲良くしていたが、成長するにつれ女子からモテるようになった怜太は地味な真琴と一緒にいることを拒むようになっていった。
ある日、クラスメイトの祐介が真琴を可愛いと言ったのを聞いた怜太は、周りの女子に次々と彼氏ができ、真琴が焦っていると聞き、真琴に「彼氏になってやる」と宣言する。単なる冗談だと受け流す真琴だったが、すぐ彼氏を作ってやると周りに見栄を張ったがために怜太に彼氏の振りをしてもらうことになってしまう。怜太はこの機に乗じて真琴への攻勢を強めていくが、真琴は2人の間にある「幼なじみの壁」を壊したくないと思っていた。

## 登場人物
「声」は、単行本2巻の特典「壁ドンボイス」の声優

### 主要人物
桜井 真琴（さくらい まこと）
高校1年生。幼い頃に両親が離婚し、父親がいない寂しさを怜太に慰めてもらった。
家族同然の存在である怜太と、仮に恋人関係になったとして、その関係に終わりが来ることを考えるくらいなら、幼なじみのままでいた方が良いと思っている。
大の馬好きで、毎週の中央競馬は必ず録画する。
菊池 怜太（きくち れいた）
声 - 宮野真守
真琴の同い年の幼なじみ。真琴の部屋の窓と自室のベランダが26.5センチしか離れておらず、度々そこから出入りしている。
ナルシスト。イケメンでかっこつけたがりだが、人と少しずれたところがあり、本当の姿を知る者たちからは「残念なイケメン」と思われている。

### 真琴と怜太の同級生
安孫子 祐介（あびこ ゆうすけ）
声 - 中村悠一
怜太のクラスメイト。小学6年生の頃、初恋相手の年上の幼なじみと兄に肉体関係があることを知って失恋したトラウマを引きずっていたが、真琴と付きあう振りをするうちに克服し、真琴のことを本当に好きになる。
佐々木 樹里（ささき じゅり）
真琴の親友、クラスメイト。
小林 敦（こばやし あつし）
真琴のクラスメイト。馬好きで、真琴とは馬友。

### 真琴と怜太の家族
桜井 幸子（さくらい こうこ）
真琴の妹。中学生。
桜井 楓（さくらい かえで）
真琴の母親。保険の外交員。
菊池 よし子（きくち よしこ）
怜太の母親。夫とは今でも新婚のように仲が良い。

## 書誌情報
- 築島治 『私たちには壁がある。』 講談社〈KC デザート〉、全7巻
  1. 2014年6月13日発売[講 1]、ISBN 978-4-06-365772-2
  2. 2014年12月12日発売[講 2]、ISBN 978-4-06-365796-8
  3. 2015年6月12日発売[講 3]、ISBN 978-4-06-365818-7
  4. 2015年12月11日発売[講 4]、ISBN 978-4-06-365845-3
  5. 2016年6月13日発売[講 5]、ISBN 978-4-06-365864-4
  6. 2016年11月11日発売[講 6]、ISBN 978-4-06-365886-6
  7. 2017年4月13日発売[講 7]、ISBN 978-4-06-365904-7